# (8036) Maehara
(8036) Maehara (1992 UG4) – planetoida z pasa głównego asteroid okrążająca Słońce w ciągu 5,23 lat w średniej odległości 3,01 au. Odkryta 26 października 1992 roku.